# 有機溶剤中毒予防規則
有機溶剤中毒予防規則（ゆうきようざいちゅうどくよぼうきそく、昭和47年9月30日労働省令第36号）は、有機溶剤の安全基準を定めた厚生労働省令である。
労働安全衛生法に基づき定められたものである。
本規則は次のような構成になっている。
- 第1章 総則（第1条―第4条）
- 第2章 設備（第5条―第13条）
- 第3章 換気装置の性能等（第14条―第18条の3）
- 第4章 管理（第19条―第27条）
- 第5章 測定（第28条―第28条の4）
- 第6章 健康診断（第29条―第31条）
- 第7章 保護具（第32条―第34条）
- 第8章 有機溶剤の貯蔵及び空容器の処理（第35条・第36条）
- 第9章 有機溶剤作業主任者技能講習（第37条）
- 附則